# Wafangdian
Wafangdian léase Uafán-Dián (en chino:, 瓦房店市 pinyin:Wǎfángdiàn) es una ciudad-condado bajo la administración directa de la ciudad-subprovincia de Dalian. Se ubica en el suroeste de la Península de Liaodong, en la provincia de Liaoning, República Popular China. Su área total es de 3793 km² y su población para 2010 fue de 1,02 millones de habitantes.

## Administración
La ciudad-condado de Wafangdian se divide en 11 subdistritos,13 poblados, 4 aldeas y 3 aldeas étnicas.
- Subdistritos:
  - Xinhua (新华街道)
  - Wenlan (文兰街道)
  - Lingdong (岭东街道)
  - Gongji (共济街道)
  - Tiedong (铁东街道)
  - Zhuhua (祝华街道)
  - Gangdian (岗店街道)
  - Taiyang (太阳街道)
  - Changxing dao(长兴岛街道)
  - Jiulong (九龙街道)
  - Jiaoliu dao(交流岛街道)
- Poblados:
  - Fuzhou (复州镇)
  - Fuzhouwan (复州湾镇)
  - Songshu (松树镇)
  - Delisi (得利寺镇)
  - Wanjialing (万家岭镇)
  - Xutun (许屯镇)
  - Yongning (永宁镇)
  - Xietun (谢屯镇)
  - Paotai (炮台镇)
  - Laohutun (老虎屯镇)
  - Hongyanhe (红沿河镇)
  - Liguan (李宫镇)
  - Xianyuwan (仙浴湾镇)
- Aldeas
  - Tucheng (土城乡)
  - Yandian (阎店乡)
  - Xiyang (西杨乡)
  - Tuoshan (驼山乡)
- Aldeas étnicas
  - Santai Manchu (三台满族乡)
  - Paoya (泡崖乡)
  - Yangjia Manchu (杨家满族乡)

## Historia
Fue construida inicialmente por los japoneses durante la Segunda Guerra Mundial.

## Clima
Wafangdian tiene cuatro estaciones influenciadas por el clima continental húmedo, con inviernos largos y fríos y ventosos y veranos secos, húmedos y muy cálidos. El área experimenta un retraso estacional debido a la influencia del cercano océano, lo que también ayuda a atenuar los veranos.La temperatura media  en enero es -7C, en comparación con -4C en el centro de Dalian, y en julio es de 24C. La temperatura media anual es de 9.5C. Cerca de la mitad de la precipitación anual cae en julio y agosto . El período libre de heladas es 165 a 185 días al año.
| Parámetros climáticos promedio de Wafangdian (1971-2000) | Parámetros climáticos promedio de Wafangdian (1971-2000) | Parámetros climáticos promedio de Wafangdian (1971-2000) | Parámetros climáticos promedio de Wafangdian (1971-2000) | Parámetros climáticos promedio de Wafangdian (1971-2000) | Parámetros climáticos promedio de Wafangdian (1971-2000) | Parámetros climáticos promedio de Wafangdian (1971-2000) | Parámetros climáticos promedio de Wafangdian (1971-2000) | Parámetros climáticos promedio de Wafangdian (1971-2000) | Parámetros climáticos promedio de Wafangdian (1971-2000) | Parámetros climáticos promedio de Wafangdian (1971-2000) | Parámetros climáticos promedio de Wafangdian (1971-2000) | Parámetros climáticos promedio de Wafangdian (1971-2000) | Parámetros climáticos promedio de Wafangdian (1971-2000) |
| Mes                                                      | Ene.                                                     | Feb.                                                     | Mar.                                                     | Abr.                                                     | May.                                                     | Jun.                                                     | Jul.                                                     | Ago.                                                     | Sep.                                                     | Oct.                                                     | Nov.                                                     | Dic.                                                     | Anual                                                    |
| -------------------------------------------------------- | -------------------------------------------------------- | -------------------------------------------------------- | -------------------------------------------------------- | -------------------------------------------------------- | -------------------------------------------------------- | -------------------------------------------------------- | -------------------------------------------------------- | -------------------------------------------------------- | -------------------------------------------------------- | -------------------------------------------------------- | -------------------------------------------------------- | -------------------------------------------------------- | -------------------------------------------------------- |
| Temp. máx. media (°C)                                    | −2.0                                                     | −0.7                                                     | 7.2                                                      | 16.8                                                     | 22.0                                                     | 25.9                                                     | 27.8                                                     | 28.1                                                     | 24.3                                                     | 17.3                                                     | 8.4                                                      | 1.3                                                      | 14.7                                                     |
| Temp. mín. media (°C)                                    | −11.5                                                    | −8.6                                                     | −2.7                                                     | 4.9                                                      | 11.2                                                     | 16.4                                                     | 20.4                                                     | 20.0                                                     | 13.9                                                     | 6.7                                                      | −1.1                                                     | −8.0                                                     | 5.1                                                      |
| Precipitación total (mm)                                 | 5.1                                                      | 4.4                                                      | 10.4                                                     | 27.4                                                     | 46.4                                                     | 86.5                                                     | 156.4                                                    | 150.7                                                    | 65.4                                                     | 34.7                                                     | 17.6                                                     | 7.5                                                      | 612.5                                                    |
| Días de precipitaciones (≥ 0.1 mm)                       | 2.9                                                      | 2.6                                                      | 3.7                                                      | 5.6                                                      | 7.1                                                      | 9.2                                                      | 11.6                                                     | 9.9                                                      | 7.1                                                      | 6.2                                                      | 4.9                                                      | 2.7                                                      | 73.5                                                     |
| Fuente: Weather China                                    |                                                          |                                                          |                                                          |                                                          |                                                          |                                                          |                                                          |                                                          |                                                          |                                                          |                                                          |                                                          |                                                          |

## Economía
La industria básica es la agricultura, la pesca y la minería. Casi el 50 % de la población participar en el negocio del Cojinete. Se llama la "capital cojinete" de China, con más de 400 fábricas de rodamientos en esta ciudad. Wáfangdian también produce manzanas y otras frutas.
Hay minas ricas aquí y el reciente desarrollo de diamante en el Este y sus yacimientos de diamantes cuenta el 54% de los depósitos de diamantes probados a nivel nacional. Los depósitos de la piedra caliza llegan a más de 400 millones de metros cúbicos.
Wáfangdian tiene 461 kilómetros de línea de costa y la producción anual es de 250.000 toneladas de productos incluyendo pepino de mar, almeja, camarón, cangrejo, el salmonete, medusas, vieira, aballone y camarón mantis, etc.